# 索洛群島
索洛群島是印度尼西亞的群島，屬於小巽他群島的一部分，由東努沙登加拉省管轄，西面是弗洛勒斯島，東臨阿洛海峽和阿洛群島，北臨班達海，南隔薩武海有帝汶島。